# Poimenesperus incubus
Poimenesperus incubus är en skalbaggsart som beskrevs av Thomson 1858. Poimenesperus incubus ingår i släktet Poimenesperus och familjen långhorningar.
Artens utbredningsområde är Gabon. Inga underarter finns listade i Catalogue of Life.